# Jerry Hahn
Pour les articles homonymes, voir Hahn.
Jerry Hahn est un guitariste de jazz américain né le 21 septembre 1940 à Alma (Nebraska).

## Discographie
- Ara-Be-In (Changes Records, 1967)
- The Jerry Hahn Brotherhood (CBS Records, 1970)
- Moses (Fantasy Records, 1973)
- Time Changes (Enja Records, 1995)
- Jerry Hahn & His Quintet (Arhoolie Records, 1998)
- Hahn Solo (Migration Records, 2006)
- Jazz Hymns (Migration Records, 2009)
- Hahn Songs (Self-released, 2010)

Avec Gary Burton
- Country Roads & Other Places (RCA, 1969)
- Throb (Atlantic, 1969)
- Good Vibes (Atlantic, 1969)

Avec John Handy
- Recorded Live at the Monterey Jazz Festival (Columbia, 1966)